# Ácido hidroxâmico

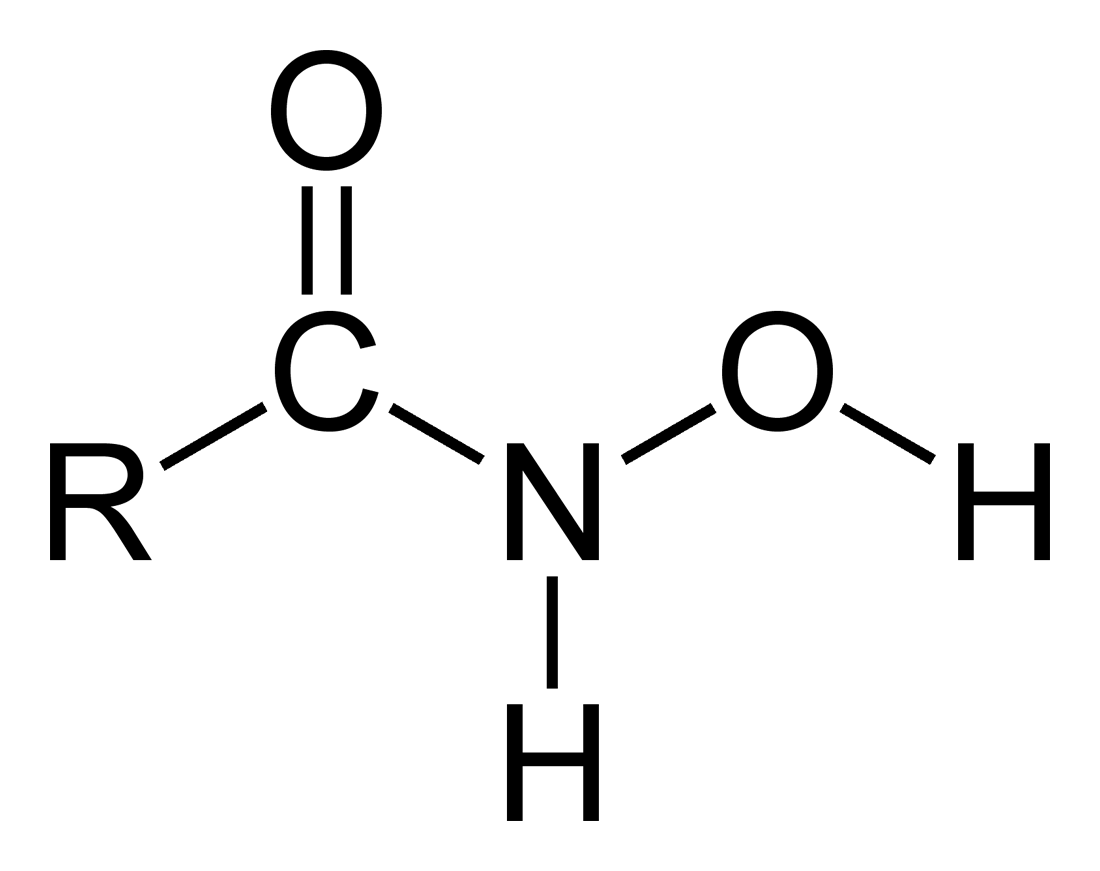
E estrutura geral de um ácido hidroxâmico

Um ácido hidroxâmico é uma classe de compostos químicos que compartilham o mesmo grupo funcional no qual uma hidroxilamina é inserida em um ácido carboxílico. Sua estrutura geral é R-CO-NH-OH, com um R como um resíduo orgânico, um CO como um grupo carbonilo, e uma hidroxilamina como NH2-OH. Eles são usados como quelantes metálicos
na indústria, e.g. o ácido benzoidroxâmico e outros o reprocessamento de combustível irradiado.